# Lance Kerwin
Lance Michael Kerwin (Newport Beach, 6 novembre 1960 – San Clemente, 24 gennaio 2023) è stato un attore statunitense, noto soprattutto per i suoi ruoli di attore bambino negli anni settanta. 
Ha interpretato ruoli da protagonista nella serie televisiva James,, nel film televisivo The Loneliest Runner e nella miniserie Le notti di Salem.

## Biografia

### Giovinezza e carriera
Lance Kerwin nacque a Newport Beach e crebbe a Lake Elsinore in California. Suo padre era un insegnante di recitazione, che portò a casa numerose sceneggiature per farle leggere al figlio. Sua madre era anch'essa un'artista e in seguito una talent agent. Era il più giovane di cinque fratelli. Suo fratello Shane gli fece da controfigura.
Negli anni settanta Kerwin apparve in numerosi film e serie TV. Era, secondo l'ex critico teatrale e governatore del British Film Institute John Holmstrom, "probabilmente il principale attore americano della fine degli anni Settanta... un bel ragazzo... [con] una notevole sensibilità come attore". I suoi ruoli di recitazione più impegnativi spesso rappresentavano personaggi angosciati che affrontano sfide difficili, come in The Loneliest Runner, The Boy Who Drank Too Much e I figli del divorzio.
Lance Kerwin esordì come attore nel 1974 in un episodio della serie televisiva Squadra emergenza. Recitò quasi esclusivamente in serie televisive, le più famose delle quali sono La casa nella prateria, Gunsmoke e James. Proprio il ruolo di James Hunter in quest'ultima serie è quello più famoso..
Dopo aver smesso di recitare, lavorò come ministro di culto della U-Turn For Christ a Kaua'i, Hawaii."

### Vita privata
Lance Kerwin sposò in prime nozze Kristen Lansdale, dalla quale ebbe una figlia, Savanah Paige.
Dopo il divorzio, nel 1998 si risposò con Yvonne, dalla quale ebbe quattro figli, Trinity, Terah, Kailani e Justus Joe.
Nel luglio 2010, Kerwin e sua moglie Yvonne si dichiararono colpevoli di falsificazione di documenti per ottenere assistenza medica statale alle Hawaii. Kerwin fu condannato a cinque anni di libertà vigilata e 300 ore di servizio alla comunità.  Si scusò poi pubblicamente per l'accaduto.

## Filmografia

### Cinema
- Incredibile viaggio verso l'ignoto (Escape to Witch Mountain), regia di John Hough (1975) - non accreditato
- Cheering Section, regia di Harry E. Kerwin (1977)
- Le notti di Salem (Salem's Lot), regia di Tobe Hooper (1979)
- Il mio nemico (Enemy Mine), regia di Wolfgang Petersen (1985)
- Virus letale (Outbreak), regia di Wolfgang Petersen (1995)

### Televisione
- Squadra emergenza (Emergency!) – serie TV, 1 episodio (1974)
- I guaritori (The Healers), regia di Tom Gries – film TV (1974)
- Shazam! – serie TV, 1 episodio (1974)
- La casa nella prateria (Little House on the Prairie) – serie TV, episodio 1x03 (1974)
- Sulle strade della California (Police Story) – serie TV, 1 episodio (1974)
- Cannon – serie TV, 1 episodio (1974)
- The Wide World of Mystery – serie TV, 1 episodio (1974)
- The Greatest Gift, regia di Boris Sagal – film TV (1974)
- Riflessi di un assassinio (Reflections of Murder), regia di John Badham – film TV (1974)
- Quel dannato pugno di uomini (The Meanest Men in the West), regia di Charles S. Dubin e Samuel Fuller – film TV (1974) scene d'archivio
- Gunsmoke – serie TV, 1 episodio (1975)
- Long Way Home, regia di Alf Kjellin – film TV (1975)
- La famiglia Holvak (Family Holvak) – serie TV, 10 episodi (1975)
- Sara – serie TV, 1 episodio (1976)
- Good Heavens – serie TV, 1 episodio (1976)
- NBC Special Treat – serie TV, 1 episodio (1976)
- Amelia Earhart, regia di George Schaefer – film TV (1976)
- ABC Afterschool Specials – serie TV, 5 episodi (1974-1976)
- The Loneliest Runner, regia di Michael Landon – film TV (1976)
- Una volta di troppo (The Death of Richie), regia di Paul Wendkos – film TV (1977)
- Wonder Woman – serie TV, 1 episodio (1977)
- La donna bionica (The Bionic Woman) – serie TV, 1 episodio (1977)
- Il primo dei Kennedy (Young Joe, the Forgotten Kennedy), regia di Richard T. Heffron – film TV (1977)
- James at 15, regia di Joseph Hardy – film TV (1977)
- James (James at 15) – serie TV, 20 episodi (1977-1978)
- In casa Lawrence (Family) – serie TV, 1 episodio (1978)
- Gli ultimi giorni di Salem (Salem's Lot), regia di Tobe Hooper – miniserie TV (1979)
- The Boy Who Drank Too Much, regia di Jerrold Freedman – film TV (1980)
- CBS Library – serie TV, 1 episodio (1980)
- I figli del divorzio (Children of Divorce), regia di Joanna Lee – film TV (1980)
- Hagen – serie TV, 1 episodio (1980)
- Side Show, regia di William Conrad – film TV (1981)
- Advice to the Lovelorn, regia di Harry Falk – film TV (1981)
- CBS Afternoon Playhouse – serie TV, 1 episodio (1982)
- The Mysterious Stranger, regia di Peter H. Hunt – film TV (1982)
- Un assassino in famiglia (A Killer in the Family), regia di Richard T. Heffron – film TV (1983)
- Hotel – serie TV, 1 episodio (1984)
- Insight – serie TV, 4 episodi (1974-1984)
- Buchanan High – serie TV, 1 episodio (1984)
- Trapper John (Trapper John, M.D.) – serie TV, 2 episodi (1982-1985)
- Detective per amore (Finder of Lost Loves) – serie TV, 1 episodio (1985)
- Nel regno delle fiabe (Faerie Tale Theatre) – serie TV, 1 episodio (1985)
- The Fourth Wise Man, regia di Michael Ray Rhodes – film TV (1985)
- Simon & Simon – serie TV, 1 episodio (1986)
- Houston Knights - Due duri da brivido (Houston Knights) – serie TV, 1 episodio (1987)
- La signora in giallo (Murder, She Wrote) - serie TV, episodio 6x02 (1989)
- Challenger - Lo shuttle della morte (Challenger), regia di Glenn Jordan – film TV (1990)
- New Adam-12 (The New Adam-12) – serie TV, 1 episodio (1991)
- L'anima del diavolo (Final Verdict), regia di Jack Fisk – film TV (1991)
- FBI: The Untold Stories – serie TV, 1 episodio (1992)

## Riconoscimenti
| Anno | Premio             | Categoria                                       | Lavoro                                       | Risultato   | Note  |
| ---- | ------------------ | ----------------------------------------------- | -------------------------------------------- | ----------- | ----- |
| 1982 | Young Artist Award | Best Young Actor in a Television Special        |                                              | Candidato/a | [ 9 ] |
| 1983 | Young Artist Award | Best Young Actor in a Movie Made for Television | CBS Afternoon Playhouse (ep. "The Shooting") | Candidato/a | [ 9 ] |

## Doppiatori italiani
Nelle versioni in italiano delle opere in cui ha recitato, Lance Kerwin è stato doppiato da:
- Fabrizio Vidale in La casa nella prateria
- Riccardo Rossi in Le notti di Salem
- Giorgio Borghetti in La signora in giallo
- Marco Guadagno in Le notti di Salem (ridoppiaggio)